# Waldeck
Nemška vladarska rodbina grofov Waldeck (sl. Valdek), je obstajala od leta 1180 do 1929  ki je bila v 15. stoletju lastnica gradu Valdek, od katerega so danes ostale samo razvaline in ga lahko najdemo v Mislinji.
Prvi grof rodbine Waldeck je bil Volkwin I. von Waldeck.

## Najemniki med ameriško vojno za samostojnost
Med ameriško vojno za neodvisnost od leta 1775 do 1783 je princ Frederik Karl Avgust Britancem za vojno v Ameriki v zameno za plačilo zagotovil bataljon v velikosti polka. V Ameriki se je borilo skupno 1.225 vojakov Waldecka.
- Waldecker Infanterieregiment von 1776|Waldecker 3. Infanterieregiment